# Daniel Lugo
Daniel Lugo (Caguas, Puerto Rico, 30 de julio de 1945) es un actor puertorriqueño nacionalizado venezolano, que ha participado en telenovelas como Prisionera, La hija del mariachi, El rostro de Analía y La casa de al lado.

## Filmografía

### Televisión
- 100 días para enamorarnos (2020) — El juez
- La fuerza de creer (2019) — Don Rafael
- La viuda negra (2016)
- Escándalos (2015) — Periodista de televisión
- Nora (2014) — Otoniel Lobo
- Las Bandidas (2013) — Olegario Montoya
- El capo 2 (2012) — Pacífico Blanco
- La casa de al lado (2011) — Renato Conde Valdivieso
- El clon (2010) — Ali Rashid
- El rostro de Analía (2008) — Dr. Armando Rivera
- Mujeres asesinas (2007) — Miguel / Mónica, Capítulo: "Mónica, la falsa mujer"
- Pecados ajenos (2007) —  Marcelo Mercenario
- La hija del mariachi (2007) — Comandante Leonardo Salas
- Prisionera (2004) — Rodolfo Russián
- Amaneció de golpe (1998)
- Reina de corazones (1998) — Ramiro Vega
- Quirpa de tres mujeres (1996) — Juan Cristóbal Landaeta
- Amores de fin de siglo (1995) — Santiago
- Mala mujer (1991)
- Carmen querida (1990)
- Tormento (1988) — Padre Andrés
- Miami Vice (1987) — El padre de Ernesto Lupe
- Cadenas de Amor (1986)
- La Otra Mujer o mi Rival (1983)
- La bruja (1982) — Juan Manuel Fonseca
- María Fernanda (1981)
- Mariana de la noche (1975)
- Los Torres (1974)
- Me llaman Gorrión (1973)
- Entre el puñal y la cruz (1970)

### Cine
- La visita (corto) (2019) — Lucifer
- Los ajenos fútbol club (2019) — Facundo Amín
- Infiltrado en Miami (2019) — Ernesto
- Barry Seal: American Made (2017) — Adolfo Calero
- Deception (2008) — Mr. Ruiz
- Ladrones y mentirosos (2006) — Carmona
- My Backyard Was a Mountain (2005) — Gentleman
- Envy (2004) — Ministro italiano
- Dreaming of Julia (2003) — Capt. Rosado
- econd Honeymoon (2001) — Antonio
- Corriente peligrosa (1998) — Detective Leone
- 100 años de perdón (1998) — Valmore
- Amaneció de golpe (1998) — Miguel
- La primera vez (1997) — Benedicto
- Manhattan Merengue! (1995) — Don Cosme
- El final (1995)
- Linda Sara (1994) — Gustavo
- Nicolás y los demás (1986) — Paco
- La gran fiesta (1985)
- Dios los cría  (1979) — Carlos
- El enterrador de cuentos (1978)